# 平地勲
平地 勲（ひらち いさお、1945年4月8日 - ）は、日本の写真家。
東京都生まれ。日本大学芸術学部写真学科中退。女性芸能人の写真集などを数多く刊行している。

## 写真集
- 『麗しの君を忘れじのブルース 平地勲写真集』出帆新社 1983
- 『対決写真池上季実子・浅野温子 陽暉楼』集英社 1983
- 『由布子の本 樹本由布子写真集』集英社 1985
- 『秋元ともみ写真集』スコラ 1987
- 松山巌『世紀末の一年 一九〇〇年=大日本帝国』朝日新聞社 1987
- 『田中こずえ 夢・空間』スコラ 1987
- 『藤本聖名子写真集』スコラ 1988
- 『Still :葉山レイコ写真集』集英社 1989
- 『転生・回顧かわいさとみ』スコラ 1989
- 『普段着の一人芝居高部知子』スコラ 1989
- 『同性 : 丘咲ひとみ,秋山エミ』スコラ 1990
- 『アパートメント』アーバン・コミュニケーションズ 1991
- 『岩間さおり写真集 ラビリンス 不思議の森へ』大陸書房 1991
- 『岡本夏生写真集 Giddy』白泉社 1991
- 『あいだもも写真集 寵娼』ベストセラーズ 1992
- 『岩間さおり写真集 天使に熱い口づけを…』大陸書房 1992
- 『国舞亜矢写真集』スコラ 1992
- 『Re-birth: 真弓倫子写真集』スコラ 1993
- 『桜子: 写真集 1986-1993』集英社 1994
- 『蜜: 久野真紀子写真集』スコラ 1994
- 『麻生久美子写真集「久美子」』スコラ 1995
- 『栗原みなみ写真集 サウスフィール』スコラ 1995
- 『夏目玲写真集 :XX』英知出版 1996
- 『横山知枝写真集 :潤』ワニマガジン社 1996
- 『Boom: 広田樹里写真集』英知出版 1997
- 『Eye: 稲田奈穂写真集』英知出版 1997
- 『In the room 桜庭あつこ写真集』スコラ 1997
- 『Peak blue 井上貴子写真集』スコラ 1997
- 『Scandals 平地勲写真集』ぶんか社 1999
- 『解体新書 コリーナ・ウングレアーヌ写真集』集英社インターナショナル 2000
- 俵万智『九十八の旅物語』朝日新聞社 2000
- 『Atlas : Wakana Sakai in Morocco 酒井若菜写真集』小学館 2001
- 『Blanc : Atsuko Sakurai』ハウスバンク 2001
- 『ぽっ: 田原あゆみ(ファースト)写真集』英知出版 2001
- 『若菜 写真集』集英社 2001
- 『女釘師 手塚理恵写真集』双葉社 2002
- 『彩: 酒井若菜写真集』ワニブックス 2002
- 『喪服の女』双葉社 2002
- 『On & off 『松金洋子』写真集』アスコム 2003
- 『Nemoブラ―根本はるみ』竹書房(Bamboo Mook)2003
- 植田実『アパートメント 世界の夢の集合住宅』平凡社 コロナ・ブックス 2003
- 俵万智『ちいさい旅みーつけた』集英社be文庫 2003
- 『三津谷葉子mystery』竹書房 2003
- 『Experience 瀬戸美貴子写真集』ワニマガジン社 2004
- 『Reveal 白雪彩写真集』双葉社 2004
- 『BS-美しき戦士 福島和可菜写真集』竹書房 2005
- 『女の子のいるhip景』竹書房 2006
- 『女の子のいるバスト景』竹書房 2006
- 『金子國義の世界: l’elegance』平凡社 コロナ・ブックス 2008
- 『玩物草子 スプーンから薪ストーブまで、心地良いデザインに囲まれた暮らし』柏木博共著 平凡社 コロナ・ブックス 2008
- 『温泉芸者 信州別所温泉 平地勲作品展』本橋正義,鎌田佳恵編 JCIIフォトサロン 2010
- 『望撮 GIRLS DELTA ZONE』平地勲, OHTSUKI 撮影 竹書房 2013